# Brice Maubleu
Brice Maubleu (Saint-Martin-d'Hères, 1º dicembre 1989) è un calciatore francese, portiere del Saint-Étienne.

## Carriera
È cresciuto nel settore giovanile del Grenoble, con cui ha debuttato il 27 marzo 2010 nell'incontro di Ligue 1 perso 2-0 contro l'Olympique Lione. Riserva del titolare Jody Viviani anche per la stagione successiva, disputata in Ligue 2, in seguito al fallimento del club con relativa successiva ripartenza dal Championnat de France amateur 2 è stato nominato nuovo portiere titolare.
Dopo aver centrato la promozione in quarta divisione, il 13 luglio 2012 è stato ceduto a titolo definitivo al Tours, che lo ha assegnato alla propria seconda squadra. Ha debuttato con la prima squadra il 18 novembre nella partita di Coppa di Francia persa 3-2 contro il Fleury 91. Nella stagione successiva ha giocato 8 incontri in Ligue 2 per poi far ritorno al Grenoble nell'estate del 2014. Divenuto subito portiere titolare, fra il 2016 ed il 2018 ha conquistato due promozioni consecutive che hanno riportato il club biancoazzurro in Ligue 2 a soli sei anni dal fallimento.
Al termine della stagione 2023-2024 ha lasciato il Grenoble dopo 324 incontri totali ed il 21 agosto è stato acquistato dal Saint-Étienne come riserva del titolare Gautier Larsonneur. Ha debuttato con i biancoverdi il 22 dicembre in Coppa di Francia contro l'Olympique Marsiglia.

## Statistiche

### Presenze e reti nei club
Statistiche aggiornate al 4 febbraio 2025.
| Stagione        | Squadra         | Campionato      | Campionato | Campionato | Coppe nazionali | Coppe nazionali | Coppe nazionali | Coppe continentali | Coppe continentali | Coppe continentali | Altre coppe | Altre coppe | Altre coppe | Totale | Totale | Totale |
| Stagione        | Squadra         | Comp            | Pres       | Reti       | Comp            | Pres            | Reti            | Comp               | Pres               | Reti               | Comp        | Pres        | Reti        | Pres   | Reti   |        |
| --------------- | --------------- | --------------- | ---------- | ---------- | --------------- | --------------- | --------------- | ------------------ | ------------------ | ------------------ | ----------- | ----------- | ----------- | ------ | ------ | ------ |
| 2009-2010       | Grenoble        | L1              | 2          | -4         | CF+CdL          | 0               | 0               | -                  | -                  | -                  | -           | -           | -           | 2      | -4     |        |
| 2010-2011       | Grenoble        | L2              | 3          | -8         | CF+CdL          | 0               | 0               | -                  | -                  | -                  | -           | -           | -           | 3      | -8     |        |
| 2011-2012       | Grenoble        | CFA2            | 21         | -9         | CF              | 1               | -3              | -                  | -                  | -                  | -           | -           | -           | 22     | -12    |        |
| 2012-2013       | Tours           | L2              | 0          | 0          | CF+CdL          | 1+0             | -2+0            | -                  | -                  | -                  | -           | -           | -           | 1      | -2     |        |
| 2013-2014       | Tours           | L2              | 8          | -8         | CF+CdL          | 1+1             | -2 + -3         | -                  | -                  | -                  | -           | -           | -           | 10     | -13    |        |
| Totale Tours    | Totale Tours    | Totale Tours    | 8          | -8         |                 | 3               | -7              |                    | -                  | -                  |             | -           | -           | 11     | -15    |        |
| 2013-2014       | Tours 2         | CFA2            | 12         | -10        | -               | -               | -               | -                  | -                  | -                  | -           | -           | -           | 12     | -10    |        |
| 2014-2015       | Grenoble        | CFA             | 27         | -16        | CF              | 0               | 0               | -                  | -                  | -                  | -           | -           | -           | 27     | -16    |        |
| 2015-2016       | Grenoble        | CFA             | 30         | -19        | CF              | 2               | -2              | -                  | -                  | -                  | -           | -           | -           | 32     | -21    |        |
| 2016-2017       | Grenoble        | CFA             | 28         | -15        | CF              | 3               | -2              | -                  | -                  | -                  | -           | -           | -           | 31     | -17    |        |
| 2017-2018       | Grenoble        | N               | 29         | -20        | CF              | 2               | -4              | -                  | -                  | -                  | -           | -           | -           | 31     | -24    |        |
| 2018-2019       | Grenoble        | L2              | 23         | -26        | CF+CdL          | 0               | 0               | -                  | -                  | -                  | -           | -           | -           | 23     | -26    |        |
| 2019-2020       | Grenoble        | L2              | 27         | -26        | CF+CdL          | 1+0             | -2 + 0          | -                  | -                  | -                  | -           | -           | -           | 28     | -28    |        |
| 2020-2021       | Grenoble        | L2              | 25+2       | -22 + -3   | CF              | 0               | 0               | -                  | -                  | -                  | -           | -           | -           | 27     | -25    |        |
| 2021-2022       | Grenoble        | L2              | 34         | -38        | CF              | 0               | 0               | -                  | -                  | -                  | -           | -           | -           | 34     | -38    |        |
| 2022-2023       | Grenoble        | L2              | 38         | -36        | CF              | 1               | 0               | -                  | -                  | -                  | -           | -           | -           | 39     | -36    |        |
| 2023-2024       | Grenoble        | L2              | 34         | -42        | CF              | 1               | -1              | -                  | -                  | -                  | -           | -           | -           | 35     | -43    |        |
| ago. 2024       | Grenoble        | L2              | 1          | -1         | CF              | 0               | 0               | -                  | -                  | -                  | -           | -           | -           | 1      | -1     |        |
| Totale Grenoble | Totale Grenoble | Totale Grenoble | 324        | -285       |                 | 11              | -14             |                    | -                  | -                  |             | -           | -           | 325    | -294   |        |
| 2024-2025       | Saint-Étienne   | L1              | 0          | 0          | CF              | 1               | -4              |                    | -                  | -                  |             | -           | -           | 1      | -4     |        |
| Totale carriera | Totale carriera | Totale carriera | 344        | -303       |                 | 15              | -25             |                    | -                  | -                  |             | -           | -           | 359    | -328   |        |

## Palmarès
- Championnat National 3: 1

Grenoble: 2011-2012 (Gruppo E)
- Championnat National 2: 1

Grenoble: 2016-2017 (Gruppo C)